# Corpo de Bombeiros Militar do Estado do Espírito Santo
O Corpo de Bombeiros Militar do Estado do Espírito Santo (CBMES) é uma Corporação cuja missão primordial consiste na execução de atividades de defesa civil, prevenção e combate a incêndios, buscas, salvamentos e socorros públicos no âmbito do estado do Espírito Santo.
Ele é Força Auxiliar e Reserva do Exército Brasileiro, e integra o Sistema de Segurança Pública e Defesa Social do Brasil. Seus integrantes são denominados Militares dos Estados pela Constituição Federal de 1988, assim como os membros da Polícia Militar do Estado do Espírito Santo.

## Histórico
O Corpo de Bombeiros do Espírito Santo teve início com a criação de uma Secção de Bombeiros em 26 de dezembro de 1912, graças aos esforços do Tenente-coronel Archimiro Martins de Mattos.
Para a organização e treinamento dessa Secção foi comissionado por três anos, o Segundo Tenente Mário Francisco de Brito, do Corpo de Bombeiros do Rio de Janeiro.
A Corporação permaneceu vinculada à Polícia Militar até o dia 25 de setembro de 1997, quando então, pela Emenda Constitucional n° 12, adquiriu autonomia e passou a dispor de estrutura administrativa e financeira própria.
Denominações do CBMES
- 1912 - Secção de Bombeiros;
- 1924 - Pelotão de Bombeiros;
- 1925 - Companhia de Bombeiros;
- 1938 - Corpo de Bombeiros;
- 1997 - Corpo de Bombeiros Militar.

## Brasão de Armas

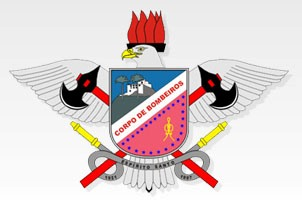
Brasão de Armas do CBMES.

- Escudo Português terçado em banda de blau, prata e goles representando as cores da bandeira do Estado do Espírito Santo, devendo ter sempre suas medidas na proporção heráldica de 8 x 7;
- "Em destro do chefe" de fundo blau a figura do Convento de Nossa Senhora da Penha, simbolizando: o marco da colonização do solo Espírito Santense;
- "Em contrabanda" de fundo prata o nome da Corporação em rubro: "Corpo de Bombeiros";
- "Em ponta de escudo" o primeiro comandante da Secção de Bombeiros, 2º Tenente Mário Francisco de Brito, representado pelo laço húngaro e o galão de 2º Tenente, circundado de vinte e sete estrelas, em ouro, simbolizando o primeiro efetivo de Bombeiros no estado;
- Dois machados cruzados, com cabos rubros, como símbolo da atividade de salvamento, enlaçados pela mangueira, em esmalte prata, sotoposta ao escudo, que simboliza a atuação no combate a incêndios, contendo as datas 1921 (criação do Corpo de Bombeiros) e 1997 (emancipação do Corpo de Bombeiros Militar, que integrava a Polícia Militar); no centro as palavras Espírito Santo, com caracteres em sable;
- A águia bicada, em prata, com as asas abertas como símbolo de conquista, domínio, glória e expansão;
- O archote anteposto à águia, encimando o conjunto, com flama de goles e ouro, simbolizando o ardor patriótico e fulgor das chamas.

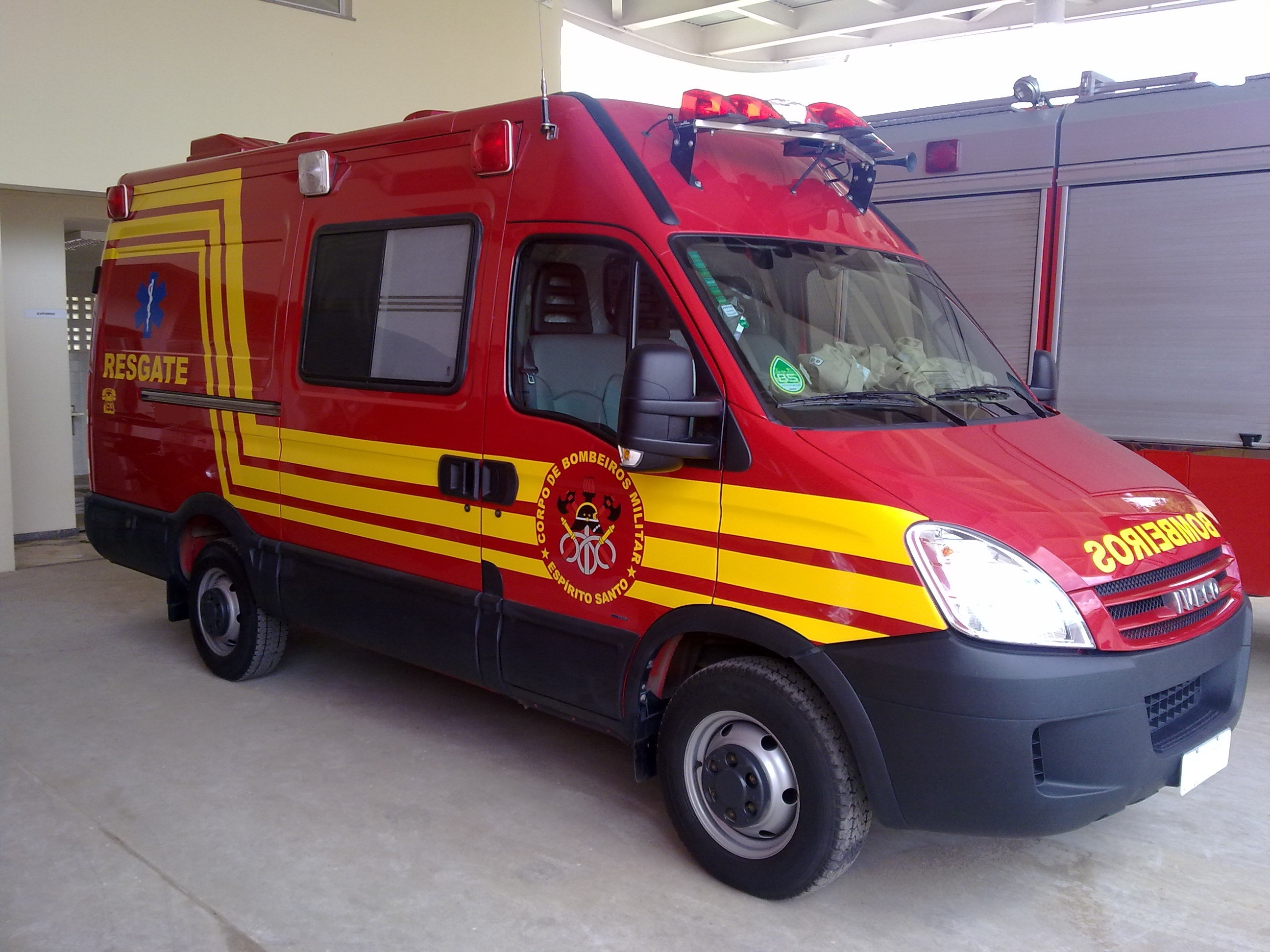
Resgate (bombeiros).

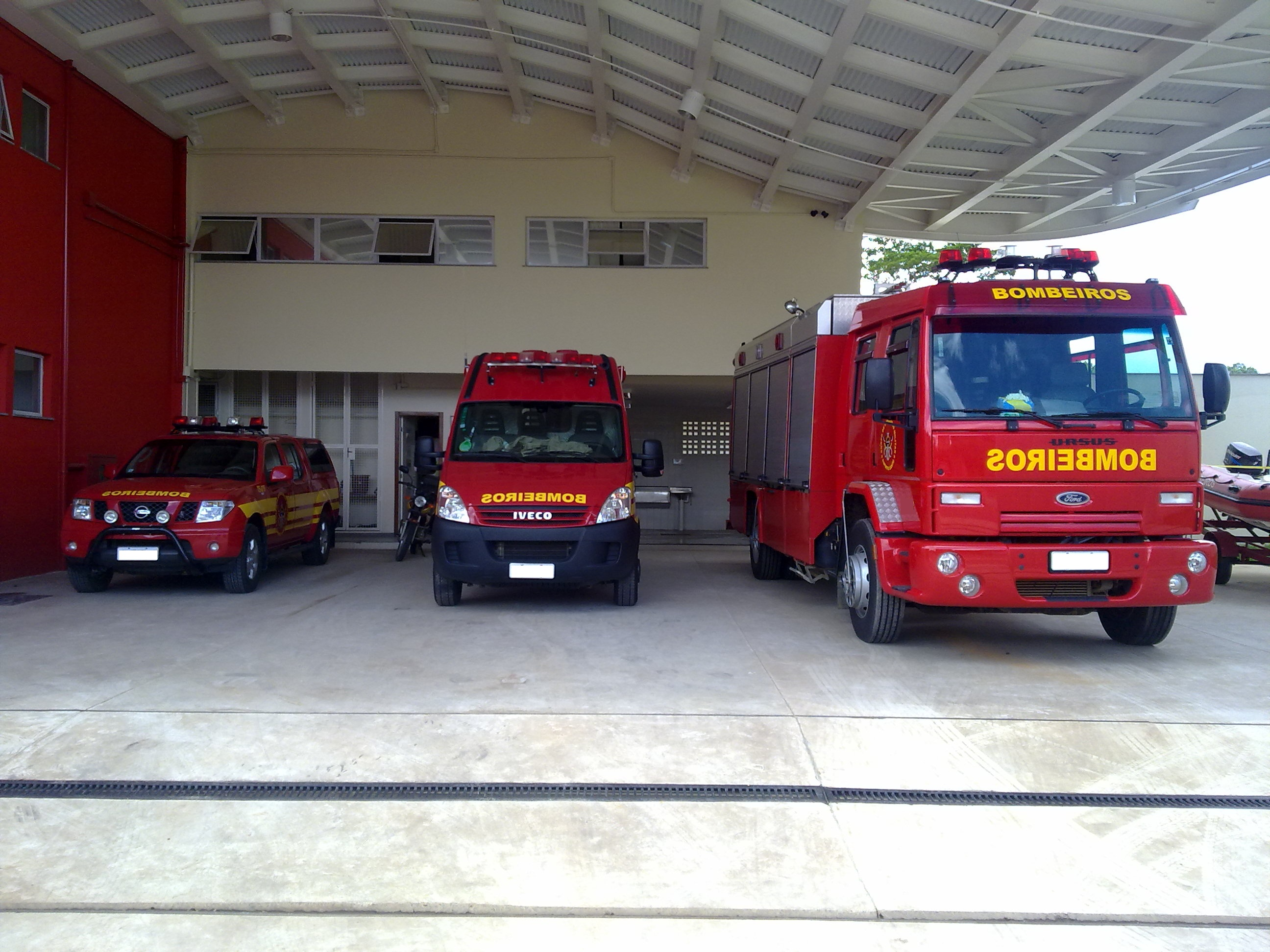
Viaturas.

## Estrutura Operacional
- Quartel do Comando Geral - Vitória
- 1º BBM - Vitória
  - 1ª CIA BM - Vitória
  - 2ª CIA BM - Vila Velha
  - 3ª CIA BM - Serra
- 2º BBM - Linhares
  - 1ª CIA BM - Linhares
  - 2ª CIA BM - Nova Venécia
- 3º BBM - Cachoeiro de Itapemirim
  - 1ª CIA BM - Cachoeiro de Itapemirim
  - 2ª CIA BM - GUAÇUÍ
- 4º BBM - Marechal Floriano
  - 1ª CIA BM - Marechal Floriano
  - 2ª CIA BM - VENDA NOVA DO IMIGRANTE
- 5º BBM - Guarapari
  - 1ª cia bm - Guarapari
  - 2ª CIA BM - ANCHIETA
- 1ª CIA IND BM - São Mateus
- 2ª CIA IND BM - Aracruz
- 3ª CIA IND BM - Colatina
- CIA IND ESP BM - Cariacica

## Treinamentos
O CBMES possui um Centro de Ensino e Instrução de Bombeiros(CEIB), onde acontecem a maioria dos treinamentos dos militares da corporação. Entre eles o Curso de Formação de Soldados(CFSd), Curso de Habilitação de Cabos (CHC) e Curso de Habilitação de Sargentos (CHS). Também são realizados cursos de combate a incêndio para brigadistas. Curso para Formação de Oficiais (CFO) não é realizado na própria corporação, sendo enviado militares para estados parceiros para a realiação do curso. O CEIB fica localizado no município da Serra.